# Connie Stevens
Connie Stevens, nombre artístico de Concetta Rosalie Anna Ingoglia (Brooklyn, Nueva York, 8 de agosto de 1938)es una actriz y cantante estadounidense.

## Biografía
Es hija de Peter Ingoglia (conocido por su nombre artístico Teddy Stevens) y de la cantante Eleanor McGinley. Tiene ascendencia italiana, irlandesa e inglesa. 
Sus padres se divorciaron, y ella vivió con sus abuelos. A los ocho años comenzó a estudiar en un internado católico. Es hermanastra, por parte de su madre, del actor John Megna. 
Tuvo dos matrimonios: el primero, con el actor James Stacy  y el segundo con el cantante Eddie Fisher, con el que tuvo a sus hijas, las actrices y cantantes Joely Fisher y  Tricia Leigh Fisher.
Adoptó el apellido Stevens por el nombre artístico de su padre y, después de vivir un tiempo con unos parientes en Misuri, se traslada con su padre a Los Ángeles.  
Se inscribió en la Escuela de Canto y Baile de Georgia Massey, en Letona Valley y, a los 16 años reemplazó a una de las voces en el grupo The Three Debs, del que fue expulsada por "comportamiento no profesional". De manera paradójica, mientras ella creció en la profesión, los integrantes de Three Debs cayeron en el completo olvido.
Luego, Connie Stevens comenzó a trabajar como extra en algunas películas. Después de aparecer en 4, Jerry Lewis la vio en la película Dragstrip Riot y le llamó para el film Rock-A-Bye Baby. Posteriormente firma un contrato con Warner Brothers. Interpretó el papel de "Cricket Blake" en la popular serie de televisión Intriga en Hawái junto a Robert Conrad desde 1959 hasta 1962, papel que la hiciera famosa.
En una entrevista televisada en 2003 en el programa Larry King Live de CNN Stevens contó que mientras se encontraba en el set de Intriga en Hawái, recibió una llamada telefónica de Elvis Presley. Ella no lo creyó pero efectivamente era Elvis quien lla lamaba, invitándola a una fiesta y diciéndole que la pasaría a por ella personalmente a su casa. Salieron por una temporada y luego quedaron como muy buenos amigos.
Su primer álbum se tituló Concetta (1958). Tuvo algunos éxitos menores con canciones como "Blame It On My Youth", "Looking For A Boy" y "Spring Is Here".
Aparece con el actor James Garner en el episodio de la serie Maverick "Two Tickets to Ten Strike" y después de hacer varias apariciones en la serie de la Warner Brothers 77 Sunset Strip, graba la canción "Kookie, Kookie, Lend Me your Comb" a dúo con una de las estrellas del programa, Edward Byrnes. También graba el éxito "Sixteen Reasons". Otros éxitos fueron "Why'd You Wanna Make Me Cry?", "Mr. Songwriter" y "Now That You've Gone". Connie Stevens creía que deberían darle un aumento en 1962, y durante la disputa con el estudio, fue suspendida. También estaba molesta por habérsele denegado la oportunidad de audicionar para el musical de Warner Bros. My Fair Lady. Las diferencias entre ella y Warner Bros. fueron relativamente solucionadas, para que ella encarnará a Wendy Conway en el programa de televisión Wendy and Me (1964 - 1965) con George Burns, quien también produjo el programa e hizo el papel de un hombre mayor que miraba las actuaciones de Wendy por televisión en el segundo nivel de su apartamento, comentando periódicamente con los telespectadores sobre lo que vio. También protagonizó la producción musical de Broadway de Neil Simon Star Spangled Girl con Anthony Perkins.
En la década de los años 1970, Stevens protagonizó como cantante la canción tema de Ace Is The Place para Ace Hardware TV comerciales en el sur de California y a menudo era invitada en el programa Dean Martin Celebrity Roast. En la primavera de 1977, apareció en uno de los dos pilotos para The Muppet Show, y en 1986 tuvo un papel regular en la serie de TV Rowdies y numerosas participaciones en los especiales de TV de Bob Hope USO, incluyendo su Christmas Show from the Persian Gulf.
A principios de los 1980 la actriz recibió reconocimiento tardío como sex symbol, mayormente en películas para TV y apariciones que explotaban su notorio sex appeal. Sorpresivamente, su popularidad en este concepto era primordialmente por hombres adolescentes que veían la belleza natural de una mujer madura como un novedoso estilo como de las pinup girls. Su aparición como una sexy maestra de secundaria en Grease 2 fue una de las principales razones de su resurgimiento. Aún más importante fue la película para televisión de 1981 Side Show donde Stevens tenía una escena de seducción de un adolescente que anticipó historias similares en los 1980. Para fines de la década de 1980 Stevens se había convertido en un símbolo sexual de culto.
Entre sus numerosas obras benéficas, Stevens fundó Windfeather, un proyecto para otorgar becas a indígenas nativos. En 1991, recibió el Premio Lady of Humanities por parte del Hospital Shriners, y el Premio ala Humanitaria del Año, por los Hijos de Italia en Washington D. C..
Stevens desarrolló su propia línea de productos para el cuidado de la piel, Forever Spring, y en la década de 1990 abrió el Stevens Garden Connie Sanctuary Day Spa en Los Ángeles. Su imperio de cosméticos ha convertido a Stevens en una de las mujeres más ricas de Hollywood, todo un logro para una mujer que estaba al borde de la bancarrota a mediados de los años ochenta.
En 1994, escribió su primera grabación en varios años, Tradición: Una familia en Navidad, junto con sus dos hijas.
En 1997, Stevens dirigió, escribió y editó un documental titulado A Healing, sobre las enfermeras de la Cruz Roja que sirvieron durante la guerra de Vietnam. Al año siguiente ganó el título de Mejor Película en el Festival Internacional de Cine de Santa Clarita.
También ha aparecido en clubes nocturnos y ha sido titular en las principales salas de exposición de Las Vegas. Ella era una panelista invitada ocasional en Match Game.
Stevens actualmente está haciendo su debut como directora de largometraje de una película que ella escribió llamada "Saving Grace" que actualmente está filmando en Boonville, MO.

## Las dos Connies
- Ella y la cantante Connie Francis son a menudo confundidas. Ambas son cantantes italianas-estadounidenses originarias de la ciudad de Nueva York, que cambiaron su nombre de "Concetta" a "Connie" y sus apellidos son comunes en inglés. Ambas nacieron en 1938 y también alcanzaron su mayor éxito en las listas a finales de los años 1950 y principios de los años 1960.

- La canción de The Connie Stevens' "Sixteen Reasons" es presentada en la banda sonora original de la película de David Lynch Mulholland Drive, pero no figura en el CD de la película que se distribuye comercialmente.

## Filmografía
- Young and Dangerous (1957)
- Eighteen and Anxious (1957)
- Dragstrip Riot (1958)
- Rock-A-Bye Baby (1958)
- The Party Crashers (1958)
- Parrish (1961)
- Susan Slade (1961)
- Palm Springs Weekend (1963)
- Two on a Guillotine (1965)
- Never Too Late (1965)
- Way...Way Out (1966)
- The Last Generation (1971)
- The Grissom Gang (1971)
- Scorchy (1976)
- Sgt. Pepper's Lonely Hearts Club Band (1978) (Cameo)
- Grease 2 (1982)
- Back to the Beach (1987)
- Tapeheads (1988)
- Love Is All There Is (1996)
- Returning Mickey Stern (2002)

## Televisión
- Intriga en Hawái (1959-1963)
- Wendy and Me (1964-1965)
- The Littlest Angel (1969)
- Mister Jerico (1970)
- The Muppet Show (Episode 102) (1972)
- Call Her Mom (1972)
- Playmates (1972)
- Every Man Needs One (1972)
- The Sex Symbol (1974)
- Love's Savage Fury (1979)
- Scruples (1980) (miniseries)
- Murder Can Hurt You (1980)
- Side Show (1981)
- Starting from Scratch (1988-1989)
- Bring Me the Head of Dobie Gillis (1988)
- James Dean: Race with Destiny (1997)
- Becoming Dick (2000)